# كيورز السفلي (بربرود الغربي)
کیورز السفلی (بالفارسية: کیورز سفلی) هي منطقة سكنية تقع في إيران في قسم بربرود الغربي الریفي. يقدر عدد سكانها بـ 762 نسمة .